# Amadea av Monferrato
Amadea Palaiologina av Monferrato, född 1418/20 eller 3 augusti 1429, död 13 september 1440, var drottning av Cypern genom giftermålet med kung Johan II. 

## Biografi
Som dotter till markis Johan Jakob av Monferrato och Johanna av Savojen (1392-1460), tillhörde hon huset Lusignan. 
Hon vigdes 1437 genom ombud, men anlände inte till Cypern förrän i juni 1440, då paret vigdes en andra gång. Hon kröntes i Hagia Sophia i Nicosia on 3 juli 1440. 
Hon avled två månader efter giftermålet. Äktenskapet var barnlöst, och maken tvingades därför snabbt gifta om sig. 